# Espanhol de Trindade e Tobago
O espanhola é uma das línguas oficiais de Trindade e Tobago, é falado por uma minoria significativa da população, embora ela coexiste com a outra língua oficial do país, o inglês, e outras línguas não oficiais como boiapuri, o aruaque, os crioulos (crioulo francês de Trindade e Tobago, crioulo inglês de Trindade e o crioulo inglês de Tobago) e outros. Antes do espanhol receber o estatuto de língua oficial deste país do Caribe, ele primeiro ganhou um estatuto especial, passando a ser promovido e ensino nas escolas, permitindo o país, especialmente, ter boas relações com outros países da América do Sul, especialmente com a vizinha Venezuela. Culminando com o anúncio do governo de Trindade e Tobago que a língua espanhola, junto com o inglês, se tornaria na segunda língua oficial do país em 2020.

## Presença do espanhol no país
Em textos antigos é documentado a existência de uma pequena comunidade hispanofalante presente em algumas partes da ilha até no século XX, mas pode ser uma declaração errônea pelo conhecimento da língua por parte dos cidadãos, devido ao comércio com a Venezuela.
O "parang" (parranda, em espanhol) caracteriza o Natal em Trindade e Tobago e se reflete em canções tradicionais espanholas e danças folclóricas hispânicas. Discute-se a origem do "parang". Alguns sustentam que o costume foi introduzido pela Espanha durante a sua ocupação de Trindade (1498-1797). Outros acreditam que suas raízes estão no comércio com a Venezuela. No Natal muitas bandas de "parang", cantam por todo o país e se dança ao som desta música.

## Situação atual
Devido à proximidade do país da costa da Venezuela, o país vem desenvolvendo lentamente uma relação com os povos de língua espanhola, e, portanto, o governo passou a exigir que o espanhol fosse lecionado no ensino secundário, o que fez com que esta língua ganhasse terreno dia a dia. Especificamente, em 2004, quando o governo nomeou o espanhol como primeira língua estrangeira, lançado em março de 2005. Atualmente o número de falantes de espanhol é estimado em torno de 5% dos habitantes do país.
Os regulamentos governamentais passaram exigir que o espanhol fosse ensinado para todos os alunos do ensino secundário, e que em um prazo de cinco anos (para 2010) 30% dos funcionários públicos fossem competentes nessa língua. O governo também anunciou que o espanhol, junto com o inglês, se tornaria a segunda língua oficial da nação em 2020.